# Katarzyna Szotyńska
Katarzyna Szotyńska (ur. 12 sierpnia 1980 w Warszawie) – polska żeglarka, specjalizująca się w klasie Laser Radial.
Reprezentantka klubu AZS Uniwersytet Warszawski. Olimpijka z Pekinu (2008) – zajęła 9. miejsce w klasie Laser Radial. Złota (1998) i brązowa (1997) medalistka młodzieżowych mistrzostw świata. Złota medalistka otwartych mistrzostw świata kobiet (2000, 2001, 2002, 2003), srebrna medalistka III Światowych Igrzysk Żeglarskich we Francji (2002). Mistrzyni Europy z 2003 i 2004 r., brązowa medalistka z 2005 r. Akademicka mistrzyni świata (2004) oraz złota (indywidualnie) i srebrna (drużynowo) medalistka Uniwersjady w Izmirze (2005).